# Margot Boer
Margot Madelaine Breider-Boer (Woubrugge, 7 augustus 1985) is een voormalig Nederlands langebaanschaatsster. Ze was gespecialiseerd in de sprintafstanden.

## Carrière

### Seizoen 2006-2007
Boer maakte tijdens haar doorbraak in het seizoen 2006/2007 deel uit van het KNSB Opleidingsteam. Aan het begin van het seizoen werd Boer Nederlands kampioene op de 500 meter en vijfde op de 1000 meter. Hierdoor plaatst ze zich voor de wereldbekerwedstrijden op beide afstanden. Op het NK Sprint werd zij in begin 2007 3e achter Marianne Timmer en Annette Gerritsen. Samen met hen en Ireen Wüst mag ze daardoor deelnemen aan het WK Sprint in Hamar, waar ze 6e wordt.

### Seizoen 2007-2008
Vanaf dit seizoen maakte Boer deel uit van de DSB ploeg onder leiding van coach Jac Orie. In het eerste schaatsweekend legt ze beslag op de 2e plaats op de 500 meter, achter teamgenoot Annette Gerritsen. Op de 1000 meter komt Boer echter ten val en wordt ze laatste. Dit is een grote teleurstelling voor haar, aangezien ze zich wilde plaatsen voor de aankomende wereldbekerwedstrijden en bezig was met een zeer goede race. Op haar laatste afstand, de 1500 meter, wordt Boer 14e in een tijd van 2.02,61, ruim 4 seconden achter winnares Paulien van Deutekom (1.58,26).
Vlak voor het NK sprint van 2008 ontstond er een wond in de al sinds de zomer opgezwollen enkel. Een week voor het WK sprint bleek het wondje geïnfecteerd te zijn, waardoor een medische ingreep noodzakelijk was. Hierdoor moet ze het WK sprint missen waardoor haar plaats wordt opgevuld door Paulien van Deutekom, die bij het EK Allround zilver pakte.

### Olympische Winterspelen 2010
Boer behaalde op de Olympische Winterspelen 2010 in Vancouver een vierde plaats op zowel de 500 meter en de 1500 meter en een zesde plaats op de 1000 meter.

### Seizoen 2010-2011
Op 7 mei 2010 maakte Boer op een persconferentie bekend dat ze samen met Annette Gerritsen en Marianne Timmer een eigen schaatsploeg zou starten. Sponsors en andere schaats(t)ers waren tot dan toe nog onbekend, maar op 23 september 2010 werd bekend dat koekjesfabrikant Liga als sponsor zou gaan fungeren. Op het eerste toernooi van het seizoen, het NK afstanden won ze goud op de 500 meter en zilver op de 1000 meter; op de 1500 meter eindigde ze slechts als zevende, maar plaatste zich dankzij haar beschermde status ook op deze afstand voor de eerste wereldbekerwedstrijden. Later dat seizoen wist ze de NK Sprint voor de tweede keer in haar carrière te winnen en ging als een van de favorieten naar de WK Sprint in Heerenveen waar ze achter Christine Nesbitt en Annette Gerritsen brons veroverde.

### Seizoen 2012-2013
Na een tegenvallende seizoensstart, met slechts een worldcup-ticket 500 meter op het NK Afstanden, komt Boer goed terug richting en tijdens het NK Sprint op 5 en 6 januari. Met twee eerste plaatsen op de 500 meters en een vierde plaats op de eerste 1000 meter staat Boer eerste in het klassement met 0,78 seconde voorsprong op Marrit Leenstra. In de einduitslag bemachtigt Boer een tweede plaats op het NK Sprint 2013. Tijdens de wereldbekerwedstrijden in Calgary op 20 januari 2013 reed Boer een persoonlijk record van 37,54 seconden, een evenaring van het 11 jaar oude nationale record van Andrea Nuyt.

### Seizoen 2013-2014
Op 11 februari 2014 haalde ze als eerste Nederlandse vrouw een olympische bronzen medaille op de 500 meter schaatsen. Twee dagen later haalde ze op de 1000 meter nog een bronzen medaille waarmee ze ook de eerste Nederlandse vrouwelijke olympiër werd met twee medailles op de sprintafstanden.
Op 24 november 2017 werd bekend dat Olga Fatkoelina voor het leven geschorst zou worden en dat haar resultaten van Sotchi (zilver op de 500m) daarmee vervielen, waardoor Margot Boer dus de zilveren medaille toekwam. Er werd beroep aangetekend tegen dit besluit. Op 1 februari 2018 deed het CAS uitspraak, Fatkoelina mag haar zilveren medaille behouden, Boer behoudt dus brons.

## Records

### Persoonlijke records
| Afstand    | Tijd    | Datum            | Baan           |
| ---------- | ------- | ---------------- | -------------- |
| 500 meter  | 37,28   | 15 november 2013 | Salt Lake City |
| 1000 meter | 1.13,77 | 17 november 2013 | Salt Lake City |
| 1500 meter | 1.57,00 | 29 december 2013 | Heerenveen     |
| 3000 meter | 4.35,70 | 26 februari 2005 | Groningen      |
| 5000 meter | 8.12,56 | 25 februari 2006 | Groningen      |

#### Wereldrecords laaglandbaan (officieus)
| Nr. | Afstand     | Tijd   | Datum            | Baan       |
| --- | ----------- | ------ | ---------------- | ---------- |
| 1.  | 2x500 meter | 75,320 | 28 december 2013 | Heerenveen |

## Resultaten
| jaar | Viking Race | NK Afstanden                | NK Sprint           | WK Sprint            | WK Afstanden      | Olympische Spelen                            | Wereldbeker                          |
| ---- | ----------- | --------------------------- | ------------------- | -------------------- | ----------------- | -------------------------------------------- | ------------------------------------ |
| 1998 | D1          |                             |                     |                      |                   |                                              |                                      |
| 1999 | D           |                             |                     |                      |                   |                                              |                                      |
| 2000 | C1 Sprint   |                             |                     |                      |                   |                                              |                                      |
| 2001 | C2          |                             |                     |                      |                   |                                              |                                      |
| 2002 | B1          |                             |                     |                      |                   |                                              |                                      |
| 2003 | B2          |                             |                     |                      |                   |                                              |                                      |
| 2005 |             | 8e 500m 14e 1000m           |                     |                      |                   |                                              | 35e 500m 20e 1000m                   |
| 2006 |             | 6e 500m 11e 1000m           | 6e · (4e, , 8e, 6e) |                      |                   |                                              | 14e 100m 18e 500m 18e 1000m          |
| 2007 |             | 500m · 5e 1000m · 5e 1500m  | · (, )              | 6e (9e, 8e, 11e, 6e) | 10e 500m 7e 1000m |                                              | 19e 100m 8e 500m 12e 1000m 30e 1500m |
| 2008 |             | 500m · 22e 1000m            | · (, 5e, , 6e)      |                      |                   | 30e 100m 13e 500m 26e 1000m 6e Achtervolging |                                      |
| 2009 |             | 500m · 7e 1000m · 17e 1500m | · (, )              | 4e · (8e, , 9e, )    | 6e 500m · 1000m   | 21e 100m · 500m · 5e 1000m                   |                                      |
| 2010 |             | 500m · 1000m                | · (, )              |                      |                   | 4e 500m 6e 1000m 4e 1500m                    | 500m · 1000m · 13e 1500m             |
| 2011 |             | 500m · 1000m · 7e 1500m     | · (, )              | · (, 8e, , 5e)       |                   |                                              | 500m · 1000m                         |
| 2012 |             | 500m · 4e 1000m · 4e 1500m  | · (, )              | 4e · (6e, , 6e, 6e)  | 9e 500m · 1000m   | 4e 500m 4e 1000m 16e 1500m                   |                                      |
| 2013 |             | 500m · 7e 1000m · Ns 1500m  | · (, 4e, , 5e)      | 7e (8e, 9e, 11e, 7e) | 16e 500m          | 8e 500m 10e 1000m                            |                                      |
| 2014 |             | 500m · 4e 1000m · 7e 1500m  | · (, )              | 4e · (, )            |                   | 500m · 1000m                                 | 6e 500m 5e 1000m                     |
| 2015 |             | 500m · 8e 1000m · 15e 1500m | · (, 5e, , )        | 6e · (9e, , 10, 7e)  | 11e 500m          |                                              | 8e 500m 19e 1000m                    |
| 2016 |             | 500m · 5e 1000m             | · (, 5e, , 5e)      |                      | 11e 500m          | 14e 500m 11e 1000m                           |                                      |

### Medaillespiegel
| Kampioenschap        | Goud | Zilver | Brons |
| -------------------- | ---- | ------ | ----- |
| NK Afstanden         | 5    | 7      | 0     |
| NK Sprint Klassement | 4    | 2      | 3     |
| NK Sprint Afstanden  | 9    | 11     | 12    |
| WK Afstanden         | 0    | 0      | 2     |
| WK Sprint Klassement | 0    | 0      | 1     |
| WK Sprint Afstanden  | 1    | 5      | 4     |
| Olympische Spelen    | 0    | 0      | 2     |